# Sốt mò
Sốt mò, hay còn gọi là sốt phát ban bụi rậm là một dạng sốt phát ban (typhus) do ký sinh trùng nội bào Orientia tsutsugamushi, một nhóm vi khuẩn α-proteobacteria gram âm thuộc họ Rickettsiaceae gây ra. Loài ký sinh trùng này được phân lập và xác định lần đầu vào năm 1930 tại Nhật Bản.
Tại Việt Nam, bệnh xuất hiện lẻ tẻ trong giai đoạn từ năm 1923 đến năm 1932. Sau vụ bùng phát mạnh ở Sơn La năm 1965, bệnh được chú ý hơn và được đăng ký chính thức trong báo cáo của ngành Y tế. Hiện nay, bệnh thuộc nhóm C trong Luật Phòng chống Bệnh Truyền nhiễm.